# Епархия Иньчуаня
 Епархия Иньчуаня  (лат. Dioecesis Nimsciianus) — епархия Римско-Католической церкви с центром в городе Иньчуань, Китай. Епархия Иньчуаня входит в митрополию Хух-Хото. Кафедральным собором епархии Иньчуаня является церковь Непорочного зачатия Пресвятой Девы Марии. 

## История
14 марта 1922 года Римский папа Пий XI издал бреве «Christiani gregis», которым учредил Апостольский викариат Нинся, выделив его из апостольского викариата Центральной Монголии (сегодня – Архиепархия Хух-Хото). 
11 апреля 1946 года Римский папа Пий XII издал буллу «Quotidie Nos», которой преобразовал апостольский викариат Нинся в епархию Иньчуаня.

## Ординарии епархии
- епископ Goffredo Frederix (14.03.1922 — 1930)
- епископ Gaspare Schotte (21.12.1931 — 1944)
- епископ Charles Joseph van Melckebeke (14.03.1946 — 26.08.1980)
  - Sede vacante (26.08.1980 — 1984)
- епископ Joseph Ma Zhong-mu (1984 — ?)
- епископ John Baptist Liu Jing-shan (1.8.1993 — 2009)[1]
- епископ Йозеф Ли Цзин (с 2009)